# NGC 2627
NGC 2627 je otvoreni skup u zviježđu Kompasu. 

## Vanjske poveznice
- SEDS: NGC 2627